# Американский кокер-спаниель
Американский кокер-спаниель (англ. american cocker spaniel) — порода охотничьих собак, происходящая от английского кокер-спаниеля. В США породу часто называют просто кокер-спаниелем.

## Название породы
Считается, что слово «spanyell» появилось в XII веке для обозначения собак импортированных в Англию из Испании, причем часть слова «span» относится к стране происхождения. В XIV веке спаниелей разделили на водяных спаниелей и наземных спаниелей. К 1801 году маленькие наземные спаниели назывались кокер-спаниелями (англ. Cocker Spaniel) или кокинг-спаниелями (англ. Cocking Spaniel), так как их использовали для охоты на вальдшнепа.

## Происхождение

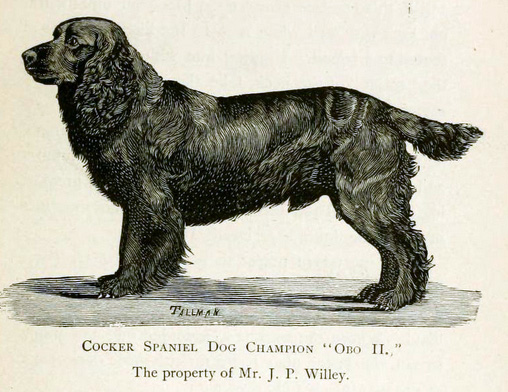
Ch. Obo II

Согласно документам, первый кокер-спаниель был доставлен в Америку в 1620 году на борту Мейфлауэр из Плимута в Новую Англию. Вскоре кокер-спаниель был разделен на две разновидности: американских кокер-спаниелей и английских кокер-спаниелей. Ch. Obo II считается родоначальником американского кокер-спаниеля.
Первый кокер-спаниель был зарегистрирован в 1878 году. В 1881 году был сформирован Американский клуб кокер-спаниелей; Позже он стал Клубом американских спаниелей (ASC) и теперь известен как старейший клуб породы в Соединённых Штатах.
В конце XIX века порода стала популярной в США и Канаде, ведь собаки годились как в качестве компаньона, так и для охоты.
Порода довольно быстро получила распространение по всему миру, так как заинтересовала многих собаководов, благодаря чему в кратчайшие сроки получила признание ведущих кинологических клубов.

## Внешний вид

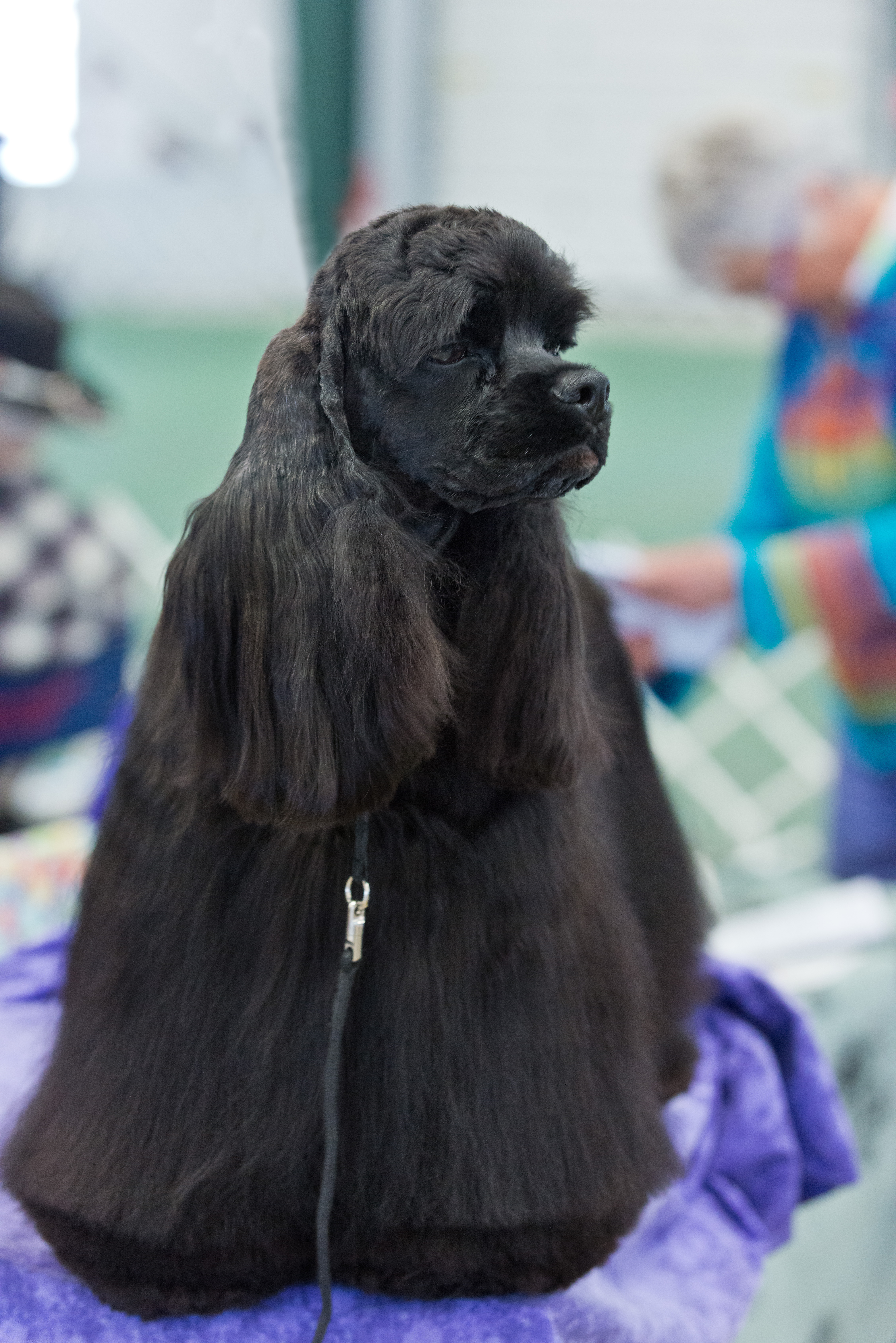

Американский кокер-спаниель — самый маленький спаниель; рост сук — 34,3-36,8 см, кобелей — 36,8-39,4 см; вес сук — 9-11 кг, кобелей — 11-13 кг. У породы крепкое и компактное тело с утонченной головой, собака хорошо сбалансирована во всем.
Голова у кокер-спаниеля пропорциональная, с умным, привлекательным, но настороженным выражением. Череп округлый, брови четко видны, стоп ярко выражен. Морда широкая, верхняя губа прикрывает нижнюю. Челюсти квадратные с крепкими зубами и ножницеобразным прикусом. Мочка носа среднего размера, чёрного, коричневого или печеночного цвета в зависимости от окраса. Глаза круглые, темно-коричневого цвета. Уши длинные, висячие и тонкие, обильно покрыты шерстью
Шея у собаки достаточно длинная, она сильно поднимается от плеч и слегка выгибается, сужаясь к голове. Спина сильная и наклоненная вниз от плеч до кончика хвоста. Грудь широкая, ребра глубокие и выпуклые. Хвост чаще всего купированный на 3/5, посажен и держится на одной линии с линией верха спины или немного выше. Не купированный хвост умеренной длины.
Передние конечности параллельные и прямые с крепким костяком и хорошо развитой мускулатурой. Передние лапы компактные, большие и круглые. Задние ноги также параллельные и мускулистые. Задние лапы такие же как передние. Походка у собаки плавная и непринуждённая.

### Шерстный покров
Шерсть на голове короткая, на теле средней длины с достаточным подшёрстком, чтобы защитить от непогоды. Уши, грудь, брюшко и ноги хорошо покрыты шерстью, но истинные очертания кокер-спаниеля не должны скрываться. Текстура шерсти американского кокер-спаниеля шелковистая, плоская или слегка волнистая.

#### Окрасы
- Однотонный чёрный, допускается небольшое белое пятно на груди.
- Однотонные окрасы кроме чёрного, от светло-кремового до тёмно-красного, включая коричневый и коричневый с подпалинами. Допускается небольшое белое пятно на груди.
- Разноцветные окрасы: представлены двумя или более чистых, хорошо разделенных цвета. Чёрно-белый, рыже-белый (рыжий может быть от светло-кремового до темно-красного), коричнево-белый и чалый, а также все эти окрасы с подпалинами.
- Подпалые окрасы. Цвет подпала может варьироваться от светло-кремового то тёмно-красного. Подпалины должны быть чётко видны. У собак со сплошным окрасом подпалины располагаются в следующих местах:
  1. Над каждым глазом;
  2. По бокам морды и на скулах;
  3. На внутренней стороне уха;
  4. На всех лапах или ногах;
  5. Под хвостом;
  6. На груди (не обязательно).[8]

## Характер

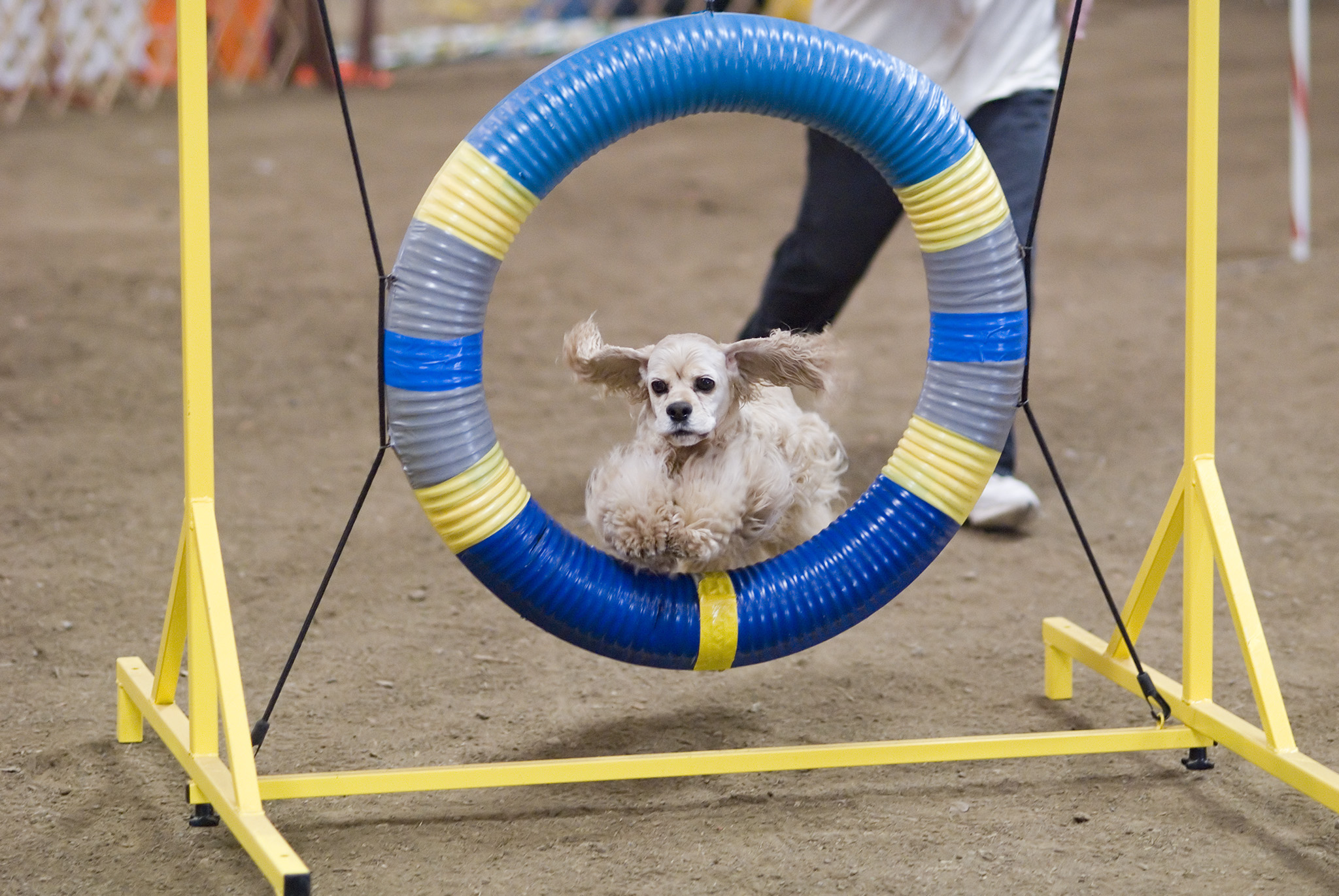
Американский кокер-спаниель на аджилити

Американских кокер-спаниелей отличает живой ум и сообразительность. Это очень подвижные и активные собаки, постоянно находящие всевозможные развлечения для себя. Им чуждо состояние покоя, они от природы любопытны. Благодаря своей любознательности они прекрасно поддаются дрессировке и воспринимают обучающий процесс как некую веселую игру. Преданы своему хозяину, готовы на самопожертвование. Дружелюбны и ласковы, хорошо ладят с детьми, даже с маленькими. Ещё эти собаки очень любят поесть, поэтому надо следить за стандартными порциями их рациона, ведь перед их умоляющим взглядом трудно устоять.

## Уход
Ухаживать за американским кокер-спаниелем довольно сложно, так как он является обладателем густой и длинной шерсти, которую необходимо постоянно содержать в надлежащем состоянии, тем более, если питомец является частым участником выставок. Купать таких собак можно не чаще одного раза в неделю, а также необходимо пользоваться специальными шампунями, дабы не навредить шерсти питомца. Расчесывать нужно регулярно, особенно перед мытьем и после мытья, чтобы шерсть не утратила свою шелковистость и не запуталась. Во время прогулок с собакой нужно наблюдать, где именно гуляет ваш питомец, так как на лапах кокер приносит в дом песок, а его шерсть собирает все репейники, которые очень трудно извлекать. Также у каждого пятого кокера в мире есть проблемы с ушами и лапами. Если уши или лапы часто влажные (например, когда лапы плохо вытерты после прогулки, или когда собака пьет из поилки и намокают уши), то в них может завестись грибок, который нелегко вывести.